# 345년

## 연호
- 동진(東晉) 영화(永和) 원년
- 성한(成漢) 태화(太和) 2년
- 후조(後趙) 건무(建武) 11년
- 전량(前凉) 건흥(建興) 33년
- 대(代) 건국(建國) 8년

## 기년
- 동진(東晉) 목제(穆帝) 원년
- 신라(新羅) 흘해 이사금(訖解泥師今) 36년
- 고구려(高句麗) 고국원왕(故國原王) 15년
- 백제(百濟) 계왕(契王) 2년